# 維里夫卡 (沃倫斯基新城區)
50°42′37″N 27°32′35″E / 50.71028°N 27.54306°E
維里夫卡（烏克蘭語：Вірівка），是烏克蘭北部的村莊，隸屬日托米爾州的茲維亞赫爾區。該村始建於1850年，面積0.92平方公里，海拔高度202米，2001年人口113。